# Tabanus provincialis
Tabanus provincialis är en tvåvingeart som beskrevs av Ricardo 1913. Tabanus provincialis ingår i släktet Tabanus och familjen bromsar. Inga underarter finns listade i Catalogue of Life.